# 송간초등학교
송간초등학교는 대한민국 충청남도 부여군에 있는 공립 초등학교이다.

## 학교 연혁
- 1936년 7월 20일 송간간이학교로 개교
- 1944년 4월 1일 부여부소공립국민학교 송간분교장 승격
- 1950년 4월 1일 송간국민학교로 승격
- 1991년 3월 1일 신왕분교장 통합

## 참고 자료
- 송간초등학교 - 한국교육학술정보원 학교알리미